# Observatorium Nieuw-Terbregge

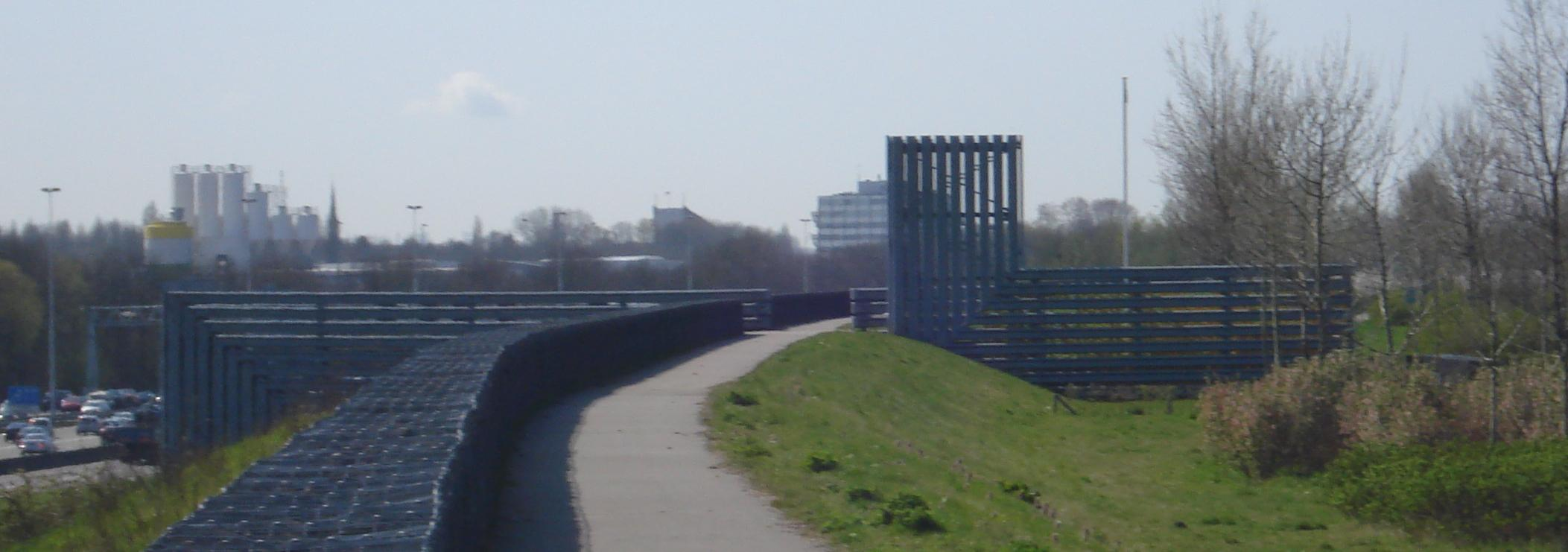
Observatorium Nieuw-Terbregge van 2001

Observatorium Nieuw-Terbregge (2001) is een kunstwerk op de geluidswal aan de noordzijde van de A20 in Rotterdam, iets ten westen van het Terbregseplein. Het ontwerp is van Observatorium; een samenwerking tussen Geert van de Camp, Andre Dekker en Ruud Reutelingsprerger. Eerder hadden zij een "observatorium" gemaakt op een dijklichaam in de Hoeksche Waard. Het Observatorium Nieuw-Terbregge is hun bekendste vroege werk.
Het kunstwerk legt een verbinding tussen de A20 en de woonwijk achter de geluidswal, die tevens dienstdoet als stadspark en wandelroute. Vanuit de woonwijk heeft een bezoeker toegang tot het paviljoen boven op de geluidswal, met uitzicht op: de rustige woonwijk Nieuw-Terbregge, het vaak drukke verkeer van de A20 en de skyline van Rotterdam.
Het paviljoen dat is opgebouwd uit vangrails, staat in een binnentuin die is ommuurd met hergebruikte stukken asfalt (restafval van een oude bouwweg). Vanuit het dijklichaam steekt een platform naar voren, dat uitzicht biedt op de A20. Aan deze zijde van het dijklichaam is ook een opmerkelijke trap.

## Monument voor Operatie Manna
In het paviljoen is in 2006 het "Monument voor Operatie Manna" geplaatst, ter herdenking van de voedseldroppings rond het einde de Tweede Wereldoorlog. Het oorlogsmonument bestaat uit een sculptuur van staal, die een stapel voedselpakketten in de buik van een vliegtuig verbeeldt. Bij de sculptuur is een plaquette geplaatst.

## Externe bronnen
- Website: Kunst en publieke ruimte